# Liste des chapitres de Rosario + Vampire
Cet article est un complément de l’article sur le manga Rosario + Vampire. Il contient la liste des volumes du manga parus en presse, avec les chapitres qu’ils contiennent.

## Fiche technique
- Édition japonaise : Shūeisha
  - Nombre de volumes sortis : 10 + 14 (terminé)
  - Date de première publication : 4 octobre 2004
  - Prépublication : Monthly Shōnen Jump (saison 1), Jump Square (saison 2)
- Édition française : Tonkam
  - Nombre de volumes sortis : 10 + 14 (terminé)
  - Date de première publication : septembre 2006
  - Format : 120 mm × 180 mm
  - 192 pages par volume

## Liste des volumes

### Rosario + Vampire
| no | Japonais       | Japonais          | Français         | Français          |
| no | Date de sortie | ISBN              | Date de sortie   | ISBN              |
| --- | -------------- | ----------------- | ---------------- | ----------------- |
| 1 | 4 octobre 2004 | 4-08-873665-6     | novembre 2006    | 978-2-84580-826-3 |
| Liste des chapitres : - 1. "The School Vampire" (学園のバンパイア, "Gakuen no Banpaia") - 2. "Kurumu of Black Dreams" (黒い夢のくるむ, "Kuroi Yume no Kurumu") - 3. "Going Clubbing" (部活に入ろう!, "Bukatsu ni Hairō!") - 4. "Coexistence" (先輩とは仲よくね, "Senpai to wa Nakayoku ne")            |                |                   |                  |                   |
| 2 | 4 février 2005 | 4-08-873776-8     | janvier 2007     | 978-2-84580-827-0 |
| Liste des chapitres : - 5. "Love Is a Witch" (いたずらな恋?, "Itazura na Koi?") - 6. "The Art of the Birthday" (アートなバースディ, "Āto na Bāsudi") - 7. "Deadline!" (締切を守ろう!, "Shimekiri o Mamorō!") - 8. "Wish Upon the Moon" (月に願いを, "Tsuki ni Negai o")                                |                |                   |                  |                   |
| 3 | 3 juin 2005    | 4-08-873823-3     | 7 mars 2007      | 978-2-84580-828-7 |
| Liste des chapitres : - 9. "The Secret" (秘密, "Himitsu") - 10. "The Gamble" (文句はないだろ?, "Monku wa Nai Daro?") - 11. "Blood" (ブラッド, "Buraddo") - 12. "Teach Me!" (勉強を教えて!, "Benkyō o Oshiete!")                                                                                        |                |                   |                  |                   |
| 4 | 4 octobre 2005 | 4-08-873869-1     | 23 mai 2007      | 978-2-84580-829-4 |
| Liste des chapitres : - 13. "Summer the Color of Sunflowers" (ひまわり色の夏休み, "Himawari-iro no Natsuyasumi") - 14. "City of Humans" (人間のまち, "Ningen no Machi") - 15. "Can't We All Just Get Along?" (友達になれたら, "Tomodachi ni Naretara") - 16. "Witch's Knoll" (魔女の丘, "Majo no Oka") |                |                   |                  |                   |
| 5 | 3 février 2006 | 4-08-874024-6     | 11 juillet 2007  | 978-2-75950-002-4 |
| Liste des chapitres : - 17. "Back to the Beginning" (回帰, "Kaiki") - 18. "A New Semester" (新学期, "Shingakki") - 19. "Girl of the Thaw" (雪解けの少女, "Yukidoke no Shōjo") - 20. "Corrosion" (侵食, "Shinshoku")                                                                                    |                |                   |                  |                   |
| 6 | 2 juin 2006    | 4-08-874116-1     | 5 septembre 2007 | 978-2-75950-003-1 |
| Liste des chapitres : - 21. "Bad Blood" (コンプレックス, "Konpurekkusu") - 22. "A Kiss" (くちづけ, "Kuchizuke") - 23. "Ghoul" (屍鬼, "Gūru") - 24. "Nightmare" (ナイトメア, "Naitomea") |                |                   |                  |                   |
| 7 | 4 octobre 2006 | 4-08-874270-2     | 7 novembre 2007  | 978-2-75950-086-4 |
| Liste des chapitres : - 25. "Scar" (傷跡, "Kizuato") - 26. "True Feelings" (素直なきもち, "Sunao na Kimochi") - 27. "I Promise" (約束するよ, "Yakusoku Suru yo") - 28. "The Choice" (選択, "Sentaku")                                                                                                  |                |                   |                  |                   |
| 8 | 2 février 2007 | 978-4-08-874324-0 | 9 janvier 2008   | 978-2-75950-054-3 |
| Liste des chapitres : - 29. "The Dark Heart of the School" (学園の闇, "Gakuen no Yami") - 30. "The Plan" (計画, "Keikaku") - 31. "True Colors" (素顔, "Sugao") - 32. "Key" (鍵, "Kī") |                |                   |                  |                   |
| 9 | 4 juin 2007    | 978-4-08-874372-1 | 16 avril 2008    | 978-2-75950-124-3 |
| Liste des chapitres : - 33. "The Reason" (理由, "Riyū") - 34. "The Same Wish" (重なる願い, "Kasanaru Negai") - 35. "School Festival" (学園祭, "Gakuensai") - 36. "The Visitor" (来訪者, "Raihōsha") |                |                   |                  |                   |
| 10 | 4 octobre 2007 | 978-4-08-874449-0 | 23 juillet 2008  | 978-2-75950-125-0 |
| Liste des chapitres : - 37. "The Lilith Mirror" (リリスの鏡, "Ririsu no Kagami") - 38. "Snapshot of the Future" (未来のカタチ, "Mirai no Katachi") - 39. "The Promise of a Reunion" (再会の約束, "Saikai no Yakusoku") - 40. "Forecast of Happiness [Bonus Story]" (幸せの予感, "Shiawase no Yokan")   |                |                   |                  |                   |

### Rosario + Vampire(saison II)
| no | Japonais         | Japonais          | Français          | Français          |
| no | Date de sortie   | ISBN              | Date de sortie    | ISBN              |
| --- | ---------------- | ----------------- | ----------------- | ----------------- |
| 1 | 4 juin 2008      | 978-4-08-874506-0 | 5 novembre 2008   | 978-2-7595-0160-1 |
| Liste des chapitres : - 1. "A Brand-New Season" (あたらしい季節, Atarashii Kisetsu) - 2. "Self-Study Class" (はじめての特別実習, Hajimete no Tokubetsu Jisshū) - 3. "Superglue Girl" (粘着質少女, Nenchaku-shitsu Shōjo) - 4. "Pride" (プライド, Puraido) |                  |                   |                   |                   |
| 2 | 3 octobre 2008   | 978-4-08-874586-2 | 23 mars 2009      | 978-2-7595-0161-8 |
| Liste des chapitres : - 5. "The Fake" (ニセモノ, Nisemono) - 6. "Doppelgänger" (ドッペルゲンガー, Dopperugengā) - 7. "Gro-Gro Drops" (すくすくドロップ, Sukusuku Doroppu) - 8. "The Fearsome Kids" (恐るべき子供たち, Osorubeki Kodomo-tachi) |                  |                   |                   |                   |
| 3 | 4 février 2009   | 978-4-08-874637-1 | 8 juillet 2009    | 978-2-7595-0162-5 |
| Liste des chapitres : - 9. "Dance With Werewolves" (ダンスウィズウィアウルフ, Dansu Wizu Wiaurufu) - 10. "Snow White" (スノウホフイト, Sunō Howaito) - 11. "The Snow Oracle" (雪の巫女, Yuki no Miko, "Snow Priestess") - 12. "The Offering of the Flower" (花納め, Hana Osame)                                                                                             |                  |                   |                   |                   |
| 4 | 4 juin 2009      | 978-4-08-874679-1 | 4 novembre 2009   | 978-2-7595-0355-1 |
| Liste des chapitres : - 13. "Fairy Tale" (フェアリーテイル, Fearī Teiru) - 14. "Something Important" (大切なもの, Taisetsu na Mono) - 15. "Paradise" (楽園, Rakuen) - 16. "The True Inner Self" (うらがわの素顔, Uragawa no Sugao) - 17. "Dream of a Butterfly" (胡蝶の夢, Kochō no Yume)                                                                                   |                  |                   |                   |                   |
| 5 | 2 octobre 2009   | 978-4-08-874745-3 | 31 mars 2010      | 978-2-7595-0356-8 |
| Liste des chapitres : - 18. "Prelude" (年目の夏合宿, Nenme no Natsu Gasshuku, "Second-year Summer Camp") - 19. "How to Grow Up" (希望, Kibō, "Hope") - 20. "The Angel's Song" (天使のうた, Tenshi no Uta) - 21. "Resonance" (想いを貫け, Omoi o Tsuranuke, "See Your Feelings Through") - 22. "A Midsummer Night's Dream" (いつかきっと, Itsuka Kitto, "Someday, for Sure") |                  |                   |                   |                   |
| 6 | 4 février 2010   | 978-4-08-870008-3 | 30 juin 2010      | 978-2-7595-0357-5 |
| Liste des chapitres : - 23. "Mafia Boy" (マフィアの少年, Mafia no Shōnen) - 24. "Sports Day" (平和な体育祭, Heiwa na Taīkusai, "A Peaceful Athletics Festival") - 25. "Heart to Heart" (イシンデンシン, Ishin-denshin, "Telepathy") - 26. "Weak Point" (ウイークポイント, Uīku Pointo)                                                                                      |                  |                   |                   |                   |
| 7 | 4 juin 2010      | 978-4-08-870057-1 | 29 septembre 2010 | 978-2-7595-0360-5 |
| Liste des chapitres : - 27. "Reverse" (リバース, Ribāsu) - 28. "Sweet Home" (スウィートホーム, Suwīto Hōmu) - 29. "Fixing The Seal" (封印修復, Fūin Shūfuku) - 30. "Eldest Daughter" (朱染家の長女, Shuzen-ke no Chōjo, "The Eldest Daughter of the Shuzen Family") |                  |                   |                   |                   |
| 8 | 4 novembre 2010  | 978-4-08-870122-6 | 23 mars 2011      | 978-2-7595-0361-2 |
| Liste des chapitres : - 31. "True Ancestor" (真祖, Shinso) - 32. "As Darkness Falls, Stars are Born" (闇がおちて, 星うまれる, Yami ga Ochite, Hoshi Umareru) - 33. "Treasure" (たからもの, Takaramono) - 34. "Secret of the Seal" (封印の秘密, Fūin no Himitsu) - 35. "Confession" (告白, Kokuhaku)                                                                         |                  |                   |                   |                   |
| 9 | 3 juin 2011      | 978-4-08-870213-1 | 5 octobre 2011    | 978-2-7595-0623-1 |
| Liste des chapitres : - 36. "Those Who Will Get Hurt" (傷ついてゆく者たち, Kizutsuite Yuku Mono-tachi) - 37. "Encounter" (邂逅, Kaikō) - 38. "Alliance Agreement" (同盟協定, Dōmei Kyōtei) - 39. "Respective Sceneries #1" (それぞれの景色#1, Sorezore no Keichi #1) - 40. "Respective Sceneries #2" (それぞれの景色#2, Sorezore no Keichi #2) - 41. "Vow" (契り, Chigiri)  |                  |                   |                   |                   |
| 10 | 2 décembre 2011  | 978-4-08-870349-7 | 23 mai 2012       | 978-2-7595-0692-7 |
| Liste des chapitres : - 42. "Sky Garden" (空中庭園, Kūchū Teien) - 43. "Declaration of War" (宣戦布告, Sensen Fukoku) - 44. "The Executive" (the executive) - 45. "M-agi" (M-agi) - 46. "I Hope to Tell You One Day" (いつか伝わるといいな, Itsuka Tsutawaru to Ii na) - 47. "Rear Guard" ()                                                                                |                  |                   |                   |                   |
| 11 | 4 juin 2012      | 978-4-08-870425-8 | 24 octobre 2012   | 978-2-7595-0827-3 |
| Liste des chapitres : - 48. "Talent" (才能, Sainou) - 49. "The One Pulling the Strings" (糸を引く者, Itowohiku ｍono) - 50. "In the Darkness of Reunion" (再会の闇で, Saikai no yami de) - 51. "Spells" (呪縛, Jubaku) - 52. "Transformation" (ヘンゲ, Henge) - 53. "Fake" (偽の, Nise no)                                                                                  |                  |                   |                   |                   |
| 12 | 4 février 2013   | 978-4-08-870570-5 | 26 juin 2013      | 978-2-7595-1041-2 |
| Liste des chapitres : - 54. "Place He Arrived At" (辿り着いた場所, Tadori tsuita basho) - 55. "Versus Jigen-tou" (時限の塔、対, Jigen no tō, tai) - 56. - 57. - 58. - 59. |                  |                   |                   |                   |
| 13 | 4 septembre 2013 | 978-4-08-870812-6 | 4 décembre 2013   | 978-2-7595-1042-9 |
| Liste des chapitres : - 60. - 61. - 62. - 63. - 64. - 65. - 65-2. |                  |                   |                   |                   |
| 14 | 2 mai 2014       | 978-4-08-880049-3 | 3 décembre 2014   | 978-2-7560-6185-6 |
| Liste des chapitres : - 66. - 66-2. - 66-3. - 66-4. - 66-5. - 66-6. - Epilogue. |                  |                   |                   |                   |

### Volumes spéciaux
| no         | Japonais        | Japonais          | Français       | Français          |
| no         | Date de sortie  | ISBN              | Date de sortie | ISBN              |
| ---------- | --------------- | ----------------- | -------------- | ----------------- |
| Guide Book | 4 décembre 2008 | 978-4-08-874801-6 | 30 juin 2010   | 978-2-7595-0323-0 |

### Shueisha BOOKS
1. 1 2  Tome 1
2. 1 2  Tome 2
3. 1 2  Tome 3
4. 1 2  Tome 4
5. 1 2  Tome 5
6. 1 2  Tome 6
7. 1 2  Tome 7
8. 1 2  Tome 8
9. 1 2  Tome 9
10. 1 2  Tome 10
11. 1 2  Tome 11
12. 1 2  Tome 12
13. 1 2  Tome 13
14. 1 2  Tome 14
15. 1 2  Tome 15
16. 1 2  Tome 16
17. 1 2  Tome 17
18. 1 2  Tome 18
19. 1 2  Tome 19
20. 1 2  Tome 20
21. 1 2  Tome 21
22. 1 2  Tome 22
23. 1 2  Tome 23
24. 1 2  Tome 24

### Éditions Tonkam
1. 1 2  Tome 1
2. 1 2  Tome 2
3. 1 2  Tome 3
4. 1 2  Tome 4
5. 1 2  Tome 5
6. 1 2  Tome 6
7. 1 2  Tome 7
8. 1 2  Tome 8
9. 1 2  Tome 9
10. 1 2  Tome 10
11. 1 2  Tome 11
12. 1 2  Tome 12
13. 1 2  Tome 13
14. 1 2  Tome 14
15. 1 2  Tome 15
16. 1 2  Tome 16
17. 1 2  Tome 17
18. 1 2  Tome 18
19. 1 2  Tome 19
20. 1 2  Tome 20
21. 1 2  Tome 21
22. 1 2  Tome 22
23. 1 2  Tome 23
24. 1 2  Tome 24